# Valentin Arnoldi
Valentin Arnoldi (auch Valentin Arnold; * 26. Januar 1712 in Dillenburg; † 16. April 1793 in Herborn) war ein deutscher reformierter Theologe, Historiker und Bibliothekar.

## Leben
Nach dem Besuch der Lateinschule in Dillenburg studierte Arnoldi Theologie und orientalische Sprachen an der Hohen Schule Herborn. Ab 1735 wirkte er als Hauslehrer, bis er 1739 dank eines Reisestipendiums des Fürsten Christian von Nassau-Dillenburg eine ausgedehnte Studienreise in die Niederlande unternehmen konnte. Nach seiner Rückkehr wurde er 1745 Professor der Philosophie in Herborn und zugleich erster Prediger. 1757 gab er das Pfarramt auf und wurde Bibliothekar der Akademischen Bibliothek. 1764 wurde Arnoldi Schulinspektor von Nassau-Dillenburg, 1770 Erster Professor der Theologie in Herborn.
Aus der 1746 geschlossenen Ehe mit Adelgunde Schultens (1717–1755), Tochter des Leidener Theologieprofessors Albert Schultens, gingen zwei Söhne hervor. Albert Jakob Arnoldi wurde ebenfalls Theologe, Johannes von Arnoldi Jurist und Staatsmann.